# Marien rijk Gematigd Australazië
Het Marien rijk Gematigd Australazië (Engels: Temperate Australasia) is een biogeografisch rijk en ligt in in het zuidoosten van de Indische Oceaan en het zuidwesten van de Grote Oceaan rond de zuidwest- tot zuidoostkust van Australië en de kusten van Nieuw-Zeeland. Het marien rijk is vastgesteld door het World Wide Fund for Nature en The Nature Conservancy.
Naar het noorden ligt het marien rijk Centrale Indo-Pacific, in het oosten aan het marien rijk Oostelijke Indo-Pacific, in het zuiden aan het marien rijk Zuidelijke Oceaan en in het westen aan het marien rijk Gematigd Zuidelijk Afrika.

## Biogeografie
Het gebied kent zeeleven dat houdt van gematigde temperaturen.

## Mariene ecoregio's
Deze mariene provincie bestaat uit 6 mariene provincies:
- Mariene provincie Noordelijk Nieuw-Zeeland (53)
- Mariene provincie Zuidelijk Nieuw-Zeeland (54)
- Mariene provincie Oost-Centraal Australisch Plat (55)
- Mariene provincie Zuidoostelijk Australische Plat (56)
- Mariene provincie Zuidwestelijk Australische Plat (57)
- Mariene provincie West-Centraal Australisch Plat (58)